# Unterbaimbach
Unterbaimbach (fränkisch: Undabahmba) ist ein Gemeindeteil der kreisfreien Stadt Schwabach (Mittelfranken, Bayern). Unterbaimbach liegt in der Gemarkung Wolkersdorf.

## Geographie
Durch den Weiler fließt der Baimbach, ein rechter Zufluss des Zwieselbachs. Im Norden liegt das „Wirtsfeld“, im Osten der „Heroldsberg“ und der „Hörmannsberg“. Eine Gemeindeverbindungsstraße führt nach Oberbaimbach (0,5 km westlich) bzw. nach Wolkersdorf zur Kreisstraße SC 1 (1,3 km nordöstlich).

## Geschichte
1414 wurde der Ort als „Nydernbaynbach“ erstmals urkundlich erwähnt. Die Bedeutung des Ortsnamens ist unklar. Im markgräflichen Salbuch von 1434 sind für „Nidernpemmbach“ lediglich ein Gefälle von jährlich zwei Vogthühnern verzeichnet, die von 2 Gütlein und 1 Hofstatt bezogen wurden. Das Hochgericht übte das brandenburg-ansbachische Oberamt Schwabach aus. 1623 unterstanden 2 Anwesen dem brandenburg-ansbachischen Spital Schwabach. Auch in den Oberamtsbeschreibungen von Johann Georg Vetter des Jahres 1732 wurden diese zwei Anwesen erwähnt. Gegen Ende des 18. Jahrhunderts bestand der Ort aus zwei Halbhöfen und einem Gemeindehirtenhaus. 1802 gab es im Ort weiterhin 2 Anwesen.
Von 1797 bis 1808 unterstand der Ort dem Justiz- und Kammeramt Schwabach. Im Rahmen des Gemeindeedikts wurde 1808 Unterbaimbach dem Steuerdistrikt Dietersdorf (II. Sektion) und der 1818 gebildeten Ruralgemeinde Dietersdorf zugeordnet. Am 14. Oktober 1959 wurde die Gemeinde nach Wolkersdorf umbenannt. Am 1. Juli 1972 wurde Unterbaimbach im Zuge der Gebietsreform in Bayern nach Schwabach eingegliedert.

## Einwohnerentwicklung
| Jahr      | 001818 | 001840 | 001861 | 001871 | 001885 | 001900 | 001925 | 001950 | 001961 | 001970 | 001987 |
| Einwohner | *      | 28     | 35     | 32     | 28     | 23     | 26     | 53     | 40     | 30     | 24     |
| Häuser    | *      | 6      |        |        | 3      | 5      | 4      | 5      | 6      |        | 7      |
| Quelle    | [ 13 ] | [ 14 ] | [ 15 ] | [ 16 ] | [ 17 ] | [ 18 ] | [ 19 ] | [ 20 ] | [ 21 ] | [ 22 ] | [ 1 ]  |

## Religion
Der Ort ist seit der Reformation evangelisch-lutherisch geprägt und bis heute nach St. Georg (Dietersdorf) gepfarrt. Die Einwohner römisch-katholischer Konfession sind nach Heilige Familie (Nürnberg) gepfarrt.